# Drozdni, Kovel
Drozdni (în ucraineană Дроздні) este localitatea de reședință a comunei Drozdni din raionul Kovel, regiunea Volînia, Ucraina.

## Demografie
Componența lingvistică a localității Drozdni
     Ucraineană (98,9%)
     Alte limbi (0,96%)
Conform recensământului din 2001, majoritatea populației localității Drozdni era vorbitoare de ucraineană (98,9%), existând în minoritate și vorbitori de alte limbi.